# Шархуда
Шархуда (Шархода) (маньчж.: , кит. трад. 沙爾虎達, упр. 沙尔虎达, 1599—1659) — маньчжурский полководец.

## Биография
Выходец из клана Гувалгия племени Сувань, проживавшего в долине реки Муданьцзян. Вместе с отцом вошёл в объединение племён, создававшееся Нурхаци, и был приписан к синему с каймой «знамени».
Когда в 1644 году маньчжурские войска под командованием князя Доргоня прошли сквозь Великую стену, то Шархуда возглавлял авангард, который вошёл в Пекин, а затем преследовал повстанческого лидера Ли Цзычэна вплоть до провинции Шэньси. Позднее он воевал против войск Южной Мин в провинциях Цзянсу, Чжэцзян, Шаньдун и Цзянси. В знак признания заслуг был повышен до заместителя командующего синего с каймой «знамени» и ему был пожалован наследственный титул «нань» (男) первого класса.
В феврале 1652 года Шархуда был поставлен во главе гарнизона Нингуты, и стал отвечать за оборону всех земель к северу от Ивового палисада. В 1653 году он стал амбань-цзянгином, в 1654 году разбил на Сунгари отряд русских казаков под руководством Онуфрия Степанова. 
В 1658 году, получив подкрепление из находившейся в вассальной зависимости от маньчжуров Кореи, Шархуда окончательно разгромил Степанова, надолго выбив русских из Приамурья.
Скончался в 1659 году. Его титул и должность были унаследованы сыном Бахаем.